# Jean Toussaint (1847-1890)

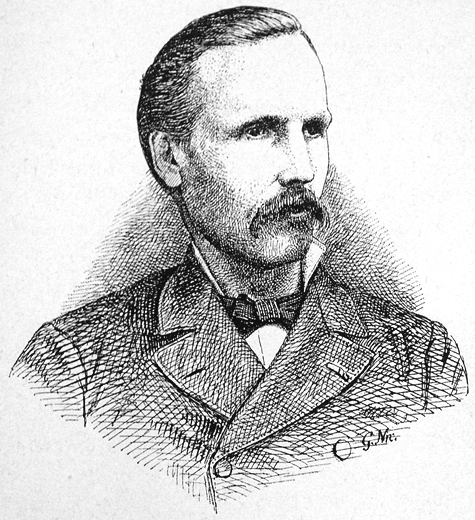
Jean Toussaint

Jean Joseph Henri Toussaint (Rouvres-la-Chétive, 30 april 1847 - Toulouse, 3 augustus 1890) was een Franse dierenarts.
In 1869 ontving hij zijn diploma van de school voor diergeneeskunde in Lyon. In 1876 werd hij benoemd tot hoogleraar anatomie, fysiologie en zoölogie aan de dierenschool van Toulouse.
Toussaint staat bekend om zijn bijdragen op het gebied van de bacteriologie. Vanuit zijn onderzoek verrichtte hij belangrijke onderzoeken naar cholera bij kippen, sepsis en tuberculose.
Waarschijnlijk was zijn belangrijkste bijdrage de ontwikkeling van variolatie tegen miltvuur. De verdienste voor het maken van het antrax- of miltvuurvaccin ging echter naar Louis Pasteur, na de gevierde demonstratie van Pasteur met het vaccin op schapen in Pouilly-le-Fort in 1881. In Pouilly-le-Fort gebruikte Pasteur een vaccin dat verzwakt werd door kaliumdichromaat, waarbij een proces werd toegepast dat vergelijkbaar was met dat van Toussaint, die een middel voor verzwakking door een ander antisepticum, fenol, had gepubliceerd. Pasteur heeft Toussaint en zijn ontdekking nooit de eer gegeven. Dit onderling conflict leidde tot het Geheim van Pouilly-le-Fort .  
De neef van Pasteur, bacterioloog Adrien Loir (1862-1941) was op de hoogte van het werk van Toussaint met het vaccin, waarvan hij in de verhandeling van 1938, A l'ombre de Pasteur ("In de schaduw van Pasteur"), verslag deed.
Vanaf 1881 was Toussaint in afnemende gezondheid, naar verluidt door een zenuwziekte. Hij stierf op 3 augustus 1890 op 43-jarige leeftijd.
- Bibliothèque nationale de France: cb10710343p (data)
- Gemeinsame Normdatei: 1018734597
- International Standard Name Identifier: 0000 0001 3929 9220
- Library of Congress Control Number: n2013181053
- Base Léonore: LH//2621/62
- Système universitaire de documentation: 146830857
- Virtual International Authority File: 206222394
- WorldCat: E39PBJqbrrxrvrTpJ9Yryqp773